# Didymocentrus hummelincki
Espèce
Didymocentrus hummelincki est une espèce de scorpions de la famille des Diplocentridae.

## Distribution
Cette espèce est endémique de Bonaire aux Pays-Bas caribéens.

## Description
La femelle holotype mesure 43,05 mm et la femelle paratype 40,85 mm.

## Étymologie
Cette espèce est nommée en l'honneur de Pieter Wagenaar-Hummelinck.

## Publication originale
- Francke, 1978 : Systematic revision of diplocentrid scorpions (Diplocentridae) from circum-Caribbean lands. Texas Tech University Museum Special Publications, no 14, p. 1-92 (texte intégral).